# Валдолмо (Анкона)
Валдолмо (итал. Valdolmo) насеље је у Италији у округу Анкона, региону Марке.
Према процени из 2011. у насељу је живело 60 становника. Насеље се налази на надморској висини од 480 м.